# 27094 Salgari
27094 Salgari è un asteroide della fascia principale.
È stato scoperto il 25 ottobre 1998 da Ulisse Munari e Flavio Castellani ed è dedicato a Emilio Salgari.
Presenta un'orbita caratterizzata da un semiasse maggiore pari a 2,3685408 UA e da un'eccentricità di 0,1400018, inclinata di 5,51838° rispetto all'eclittica.